# Décapuchonnement
Décapuchonnement (fr. odkapturzenie) – wycięcie kieszonki dziąsłowej (kaptura dziąsłowego) zęba, najczęściej zęba mądrości przy jego utrudnionym wyrzynaniu. Jest zabiegiem chirurgicznym (w chirurgii stomatologicznej).